# Bistum Oslo (evangelisch-lutherisch)

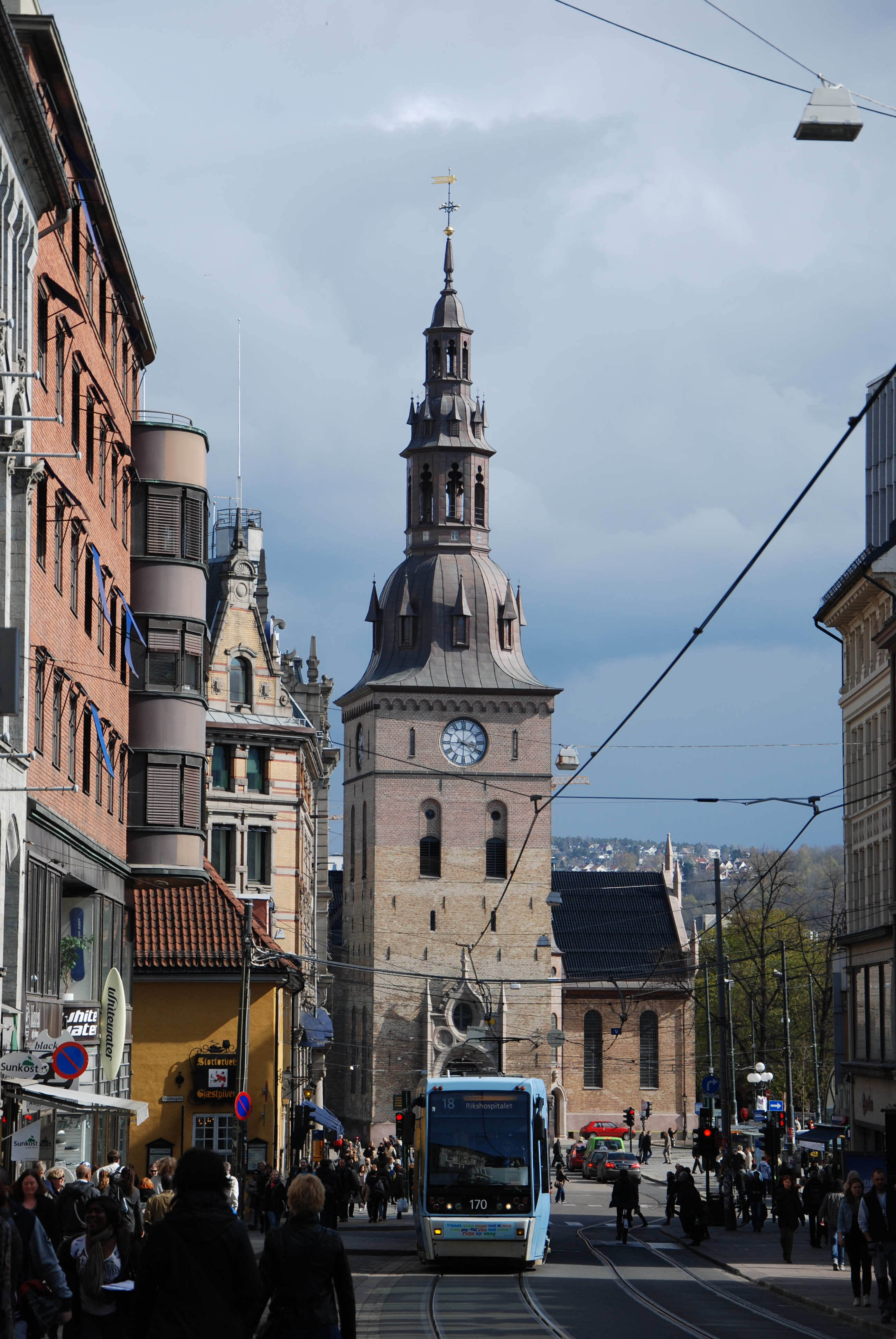
Osloer Dom

Das Bistum Oslo (norwegisch Oslo bispedømme) ist eins der elf Bistümer der evangelisch-lutherischen Norwegischen Kirche. Es umfasst die Gemeinden Oslo, Asker und Bærum. Das Bistum ist in sieben geographische Propsteien, dazu zwei landesweite (Gehörlosen- und Militärseelsorge), und 53 Kirchengemeinden gegliedert. Es erstreckt sich über eine Fläche von 747 km2 und hatte im Jahr 2017 453.502 Mitglieder, was einem Bevölkerungsanteil von etwa 53 % entspricht. Damit hat es den niedrigsten Anteil unter allen Diözesen der Norwegischen Kirche, was auf die multireligiöse Situation in Oslo zurückzuführen ist. Bischöfin von Oslo ist seit 2025 Sunniva Gylver. Als Kathedrale dient der Osloer Dom.

Karte der lutherischen Bistümer in Norwegen

## Geschichte
Das heutige Bistum Oslo wurde um 1075 unter König Olav Kyrre als Dioecesis Osloensis gegründet, ungefähr gleichzeitig mit den beiden anderen ältesten Bistümern in Norwegen, Bjørgvin (Bergen) und Nidaros (Trondheim). Obwohl angelsächsische Missionare bei der Christianisierung des Gebietes eine große Rolle spielten, waren sie zunächst Suffragandiözesen des Erzbistums Hamburg-Bremen. 1104 kam Oslo mit allen skandinavischen Bistümern zur neugegründeten Kirchenprovinz Lund, 1153 zur für das Königreich Norwegen neu geschaffenen Kirchenprovinz Nidaros. Gleichzeitig wurde das Bistum Hamar vom Bistum Oslo abgetrennt. Das Gebiet des Bistums umfasste nun im Wesentlichen das südöstliche Norwegen, d. h. die heutigen Provinzen Oslo, Akershus, Buskerud, Vestfold und Østfold, dazu das heute schwedische Bohuslän.
Im Zuge der 1536/37 durchgeführten Reformation in Dänemark-Norwegen wurde das Bistum, das nun Aggershuus Stift hieß (später bis 1919 Christiania Stift), zu einer lutherischen Superintendentur. Es wurde zunächst vom Bergener Superintendenten Geble Pederssøn mit verwaltet. 1541 wurde Hans Rev, der schon ab 1525 als letzter römisch-katholischer Bischof des Bistums amtiert hatte, mit der Leitung beauftragt. Er übernahm zugleich das Bistum Hamar, das aber 1863 erneut gegründet wurde. Im 17. Jahrhundert nahmen die Superintendenten wieder den Bischofstitel an. Weil Oslo, das von 1624 bis 1924 Christiania bzw. Kristiania hieß, in dänischer Zeit das administrative Zentrum der norwegischen Provinzen war und später Hauptstadt des seit 1814 wieder selbständigen Norwegens wurde, hatten die Bischöfe bis 2011 auch die Funktion eines Primas der norwegischen Kirche.
Bohuslän wurde mit dem Übergang an Schweden 1658 in das Bistum Göteborg eingegliedert, Hedmark und Oppland 1863 in das erneut gegründete Bistum Hamar. Im Jahr 1948 wurden Buskerud und Vestfold als Bistum Tunsberg eine eigene Diözese. 1969 wurden Østfold und ein großer Teil von Akershus als Bistum Borg verselbständigt.

## Ordinarien

### Katholisch
1. Asgaut, ca. 1070/92
2. Thorolf
3. Aslak
4. Gerhard
5. Koll Torkelsson, bis 1122/33.
6. Peter
7. Vilhelm, bis 1157.
8. Torsteinn, 1157/61–1170.
9. Helge, 1170–1190.
10. Nikolas Arnason, 1190–1225.
11. Orm, 1226–1244.
12. Torkell, ca. 1247–1248.
13. 1248–1267 Håkon, seit 1267 Erzbischof von Nidaros.
14. 1267–1287 Andres
15. 1288–1303 Eyvind
16. 1304–1322 Helge
17. 1322–1351 Salomon Toraldson
18. 1352–1354 Gyrd Aslason
19. 1352–1358 Sigfrid, O.P.
20. 1359–1370 Hallvard Bjørnarsson
21. 1373–1385 Jon
22. 1386–1407 Eystein Aslaksson
23. 1407 Aslak Hartviktsson Bolt, Bischof von Bergen seit 1408
24. 1401–1407 Jakob Knutson, Bischof von Bergen 1401–1407
25. 1420–1452 Jens Jakobsson, dänisch
26. 1453–1483 Gunnar Tjostulvsson Holk
27. 1483–1488 Nils Audensson Kalib
28. 1489–1505 Herlog Vigleiksson Korning
29. 1506–1521 und 1524 Anders Mus
30. 1521–1524 Magister Hans Mule
31. 1525–1537 Hans Rev

### Lutherisch
1. 1541–1545 Hans Rev
2. 1545–1548 Anders Madssøn
3. 1548–1580 Frants Berg
4. 1580–1600 Jens Nilssøn
5. 1601–1607 Anders Bendssøn Dall
6. 1607–1617 Niels Clausen Senning
7. 1617–1639 Niels Simonsen Glostrup
8. 1639–1646 Oluf Boesen
9. 1646–1664 Henning Stockfleth
10. 1664–1699 Hans Rosing
11. 1699–1712 Hans Munch
12. 1713–1730 Bartholomæus Deichman
13. 1731–1737 Peder Hersleb
14. 1738–1758 Niels Dorph
15. 1758–1773Frederik Nannestad
16. 1773–1804 Christen Schmidt
17. 1805–1822 Frederik Julius Bech
18. 1823–1845 Christian Sørensen
19. 1846–1874 Jens Lauritz Arup
20. 1875–1893 Carl Peter Parelius Essendrop
21. 1893–1896 Frederik Wilhelm Bugge
22. 1896–1913 Anton Christian Bang
23. 1913–1922 Jens Frølich Tandberg
24. 1922–1937 Johan Lunde
25. 1937–1951 Eivind Berggrav
26. 1951–1968 Johannes Smemo
27. 1968–1972 Fridtjov Birkeli
28. 1973–1977 Kaare Støylen
29. 1977–1998 Andreas Aarflot
30. 1998–2005 Gunnar Stålsett
31. 2005–2017 Ole Christian Kvarme
32. 2017–2025 Kari Veiteberg
33. seit 2025 Sunniva Gylver[3]